# Mladen Horvat
Mladen Horvat (Poljana (Vrbovec), 21. travnja 1961. – Zagreb, 21. svibnja 2025.) bio je hrvatski komičar, glumac i scenarist.
Rođen je 21. travnja 1961. godine u Poljani kod Vrbovca, odakle se ubrzo s obitelji preselio u zagrebačku Dubravu, gdje je s doživotnim prijateljem komičarom Željkom Pervanom pohađao Tehničku školu Ruđera Boškovića.
Najprepoznatljiviji je po ulozi učenika Denisa Krokanića u humorističnoj emisiji Večernja škola, prikazivanoj od 1995. do 2008. godine. Bio je član originalne postave, koju su osim njega činili Željko Pervan, Ahmed al Rahim, Đuro Utješanović i Zlatan Zuhrić „Zuhra”. Horvatov je lik poznat po duhovitim dosjetkama i upadicama. Mladen Horvat kasnije je nastavio suradnju s Pervanom u radijskim i televizijskim emisijama Pervanov dnevnik, Kolumnistički manifest i Kolumnistički dnevnik, u kojima su na satiričan način analizirali društvena i politička zbivanja. Godine 2023. postava se Večernje škole ponovo okupila za turneju Posljednja Večernja.
Horvat se čitavoga života bavio i glazbom. Bio je DJ, svirao je gitaru i vodio amaterski tamburaški sastav.
Preminuo je 21. svibnja 2025. u 65. godini života nakon moždanoga udara.

## Filmografija

### Radijske emisije
- Zločesta djeca

- Pervanov dnevnik kao Živojin Mirić (2009.)

### Televizijske serije
- Obećana zemlja kao Toni Kurtović - Puškarić (2002.)
- Naknadno kao Živojin Mirić (2016.)

### Televizijske emisije
- Kalamburgud

- Večernja škola kao Denis Krokanić (1995. – 2008.)
- Malo morgen
- Pervanovo (2002.)
- Genijalci

- Pervanov dnevnik (RTL 2) kao Živojin Mirić (2013. – 2014.)
- Pervanov dnevnik (Z1) kao Živojin Mirić (2020. – 2023.)
- Kolumnistički manifest kao Živojin Mirić (2020. – 2023.)
- Kolumnistički dnevnik kao Živojin Mirić (2024.)